# Aricie Brun ou les Vertus bourgeoises
Aricie Brun ou les Vertus bourgeoises est un roman d'Émile Henriot publié le 1924 aux éditions Plon et ayant reçu la même année le Grand prix du roman de l'Académie française.

## Éditions
- Aricie Brun ou les Vertus bourgeoises, éditions Plon, 1924.